# 李显刚
李显刚（1963年2月—），男，汉族，湖北汉川人，中华人民共和国政治人物，曾任双鸭山市市长、市委书记，黑龙江省人民政府秘书长、党组成员，黑龙江省人大常委会副主任。
2024年3月，涉嫌严重违纪违法，接受中央纪委国家监委纪律审查和监察调查。9月11日，李显刚被開除黨籍公职。
2025年5月26日，《人民日报》发表“八项规定改变中国的启示”系列评论第二篇《持之以恒加固中央八项规定堤坝》。评论称，李显刚要求私营企业主将其公司办公场所改造成私人会所，并配备餐厅、卡拉OK包房等供其使用，平均每周都要去两三次，直至被留置前一晚仍在该会所大吃大喝。